# Тюлячинский район

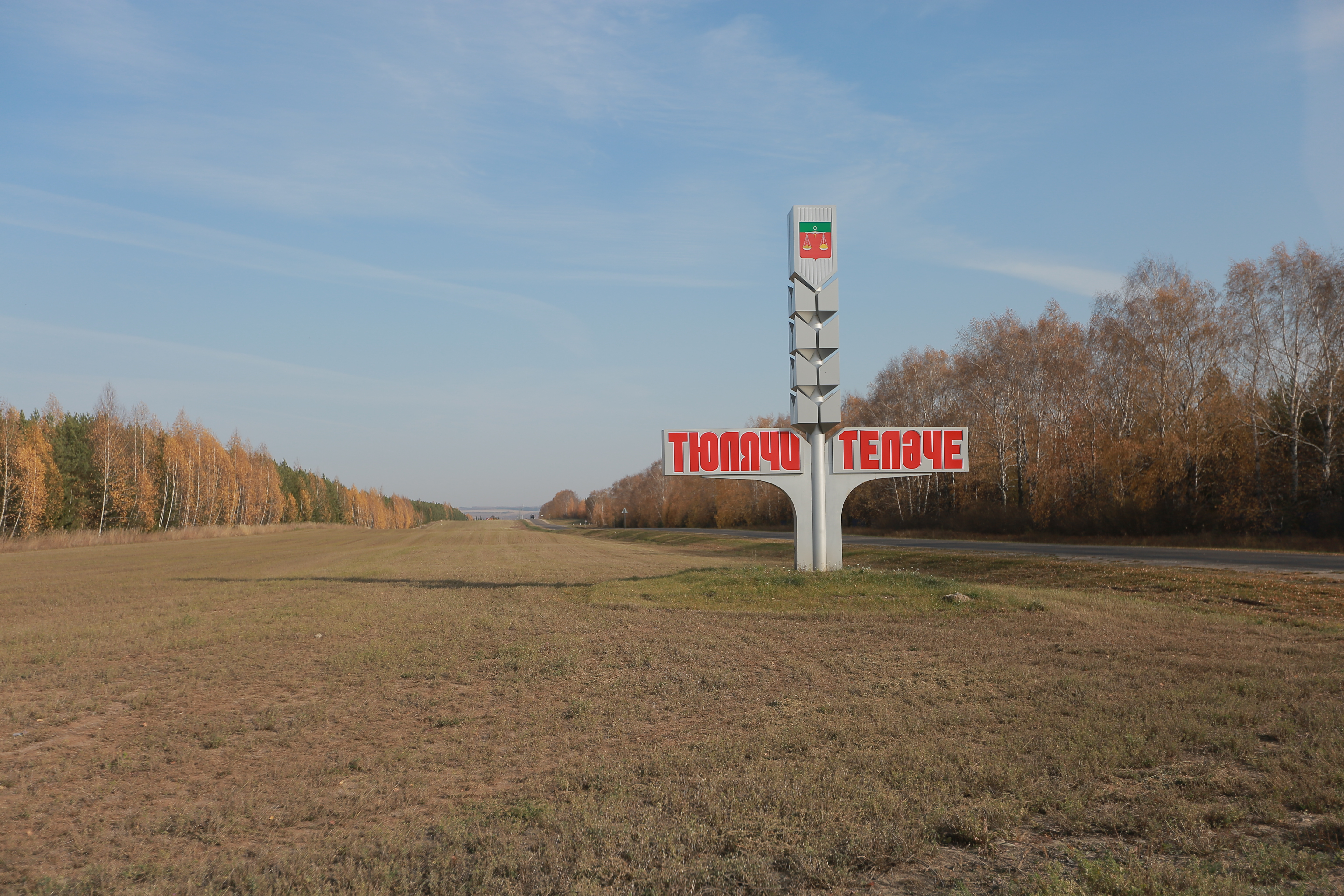

Тюлячи́нский райо́н (тат. Теләче районы) — административно-территориальная единица и муниципальное образование (муниципальный район) в составе Республики Татарстан Российской Федерации. Общая площадь составляет 844,1 км², район расположен в северной части Татарстана. Административный центр — село Тюлячи. На 2020 год численность населения района составляет 13 778 человек.
Район имеет сельскохозяйственную направленность. Основными направлениями производственной деятельности являются полеводство и животноводство.
В Тюлячинском районе действует охотничий заказник «Мешинский» природоохранного значения в части восстановления и сохранения популяций объектов животного мира Республики Татарстан, его общая площадь достигает 131,7 тыс. га.

## География
Район расположен в северной части Республики Татарстан, в лесостепной зоне и граничит только с его районами: на севере — с Сабинским районом, на востоке — с Мамадышским и Рыбно-Слободским, на юго-западе — с Пестречинским, на северо-западе — с Арским.

## Герб
На районном гербе изображены наполненные монетами и зерном весы — символ крупной ярмарки, когда-то действующей в селе Тюлячи. Весы символизируют современный потенциал развития региона и одновременно его богатое историко-культурное наследие. Зелёная глава герба отражает сельскохозяйственную направленность района, а также природу, здоровье, молодость, жизненный рост. Золотой цвет на флаге является символом урожая, богатства, интеллекта, уважения; серебряный — ясности, открытости, примирения, невинности; красный цвет — мужества, силы, трудолюбия и праздника. Герб был утверждён решением Совета Тюлячинского района 23 декабря 2006 года.

## История
Считается, что село Тюлячи было основано в период существования поздней Золотой Орды и раннего Казанского ханства. Современный Тюлячинский район был образован 25 января 1935 года, 12 октября 1959-го его ликвидировали с передачей территории Сабинскому муниципалитету, но уже 28 ноября 1991 года Верховный Совет республики воссоздал Тюлячинский район.
В 2015 году Тюлячинский район и турецкий муниципалитет Гебзе стали городами-побратимами.
С 2011 по 2019 год район возглавлял Зарипов Ильдус Фатихович. С его именем связан местный коррупционный скандал: с 2015-го ряд районных предпринимателей обращались в прокуратуру с обвинениями компании «Строитель» в незаконной деятельности. По их словам, компания неоднократно просила предпринимателей поставлять в долг материалы для создания объектов республиканских программ, однако, деньги не возвращала. Согласно заявлениям, Зарипов лично выступал гарантом подобных сделок. Бывший глава района, в свою очередь, отрицает любые обвинения. В 2019 году его перевели на пост руководителя Лаишевского района. Руководителем Тюлячинского в сентябре 2019-го назначили бывшего замминистра сельского хозяйства и продовольствия Татарстана Назипа Хазипова.

## Население

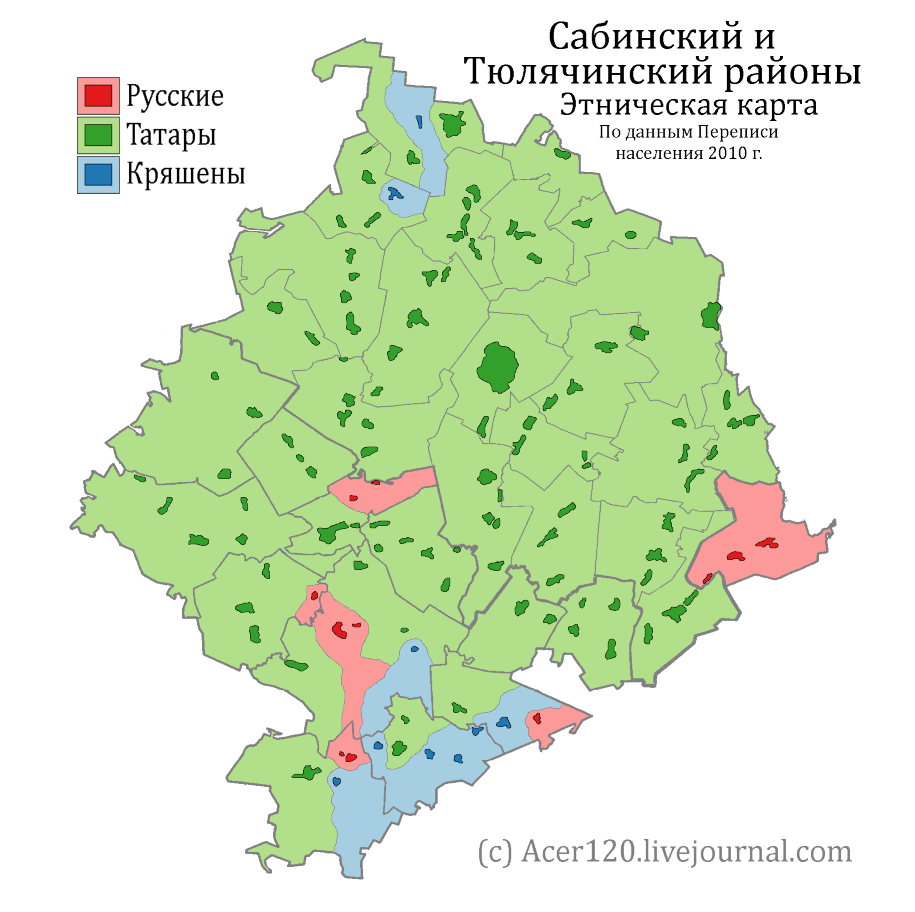
Этническая карта Сабинского и Тюлячинского районов

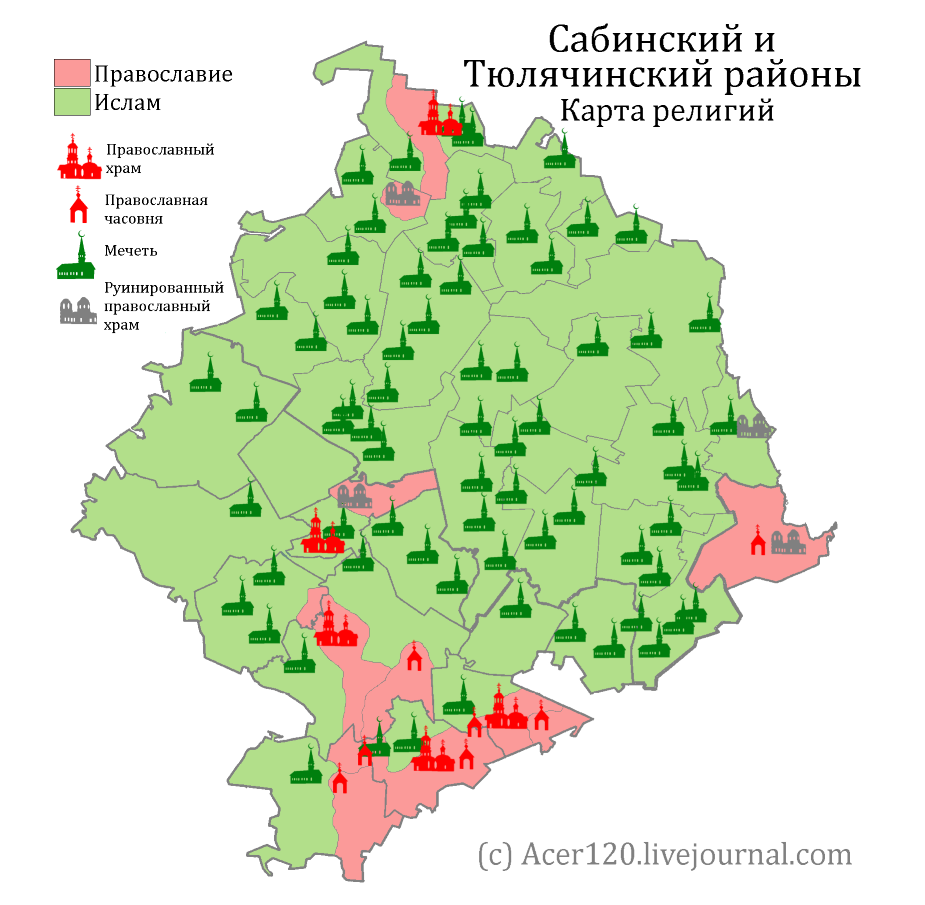
Религиозная карта Сабинского и Тюлячинского районов

По состоянию на 2020-й год, на территории района проживает 13 778 человек, из них татар — 89,1 %, русских — 9,8 %, другие национальности — 1 %. Данные представлены по переписи 2020 года (из числа указавших национальность).
| 2002    | 2003    | 2004    | 2005    | 2006    | 2007    | 2008    |
| ------- | ------- | ------- | ------- | ------- | ------- | ------- |
| 14 401  | ↗14 800 | ↘14 400 | ↘14 318 | ↗14 352 | ↗14 406 | ↘14 401 |
| 2009    | 2010    | 2011    | 2012    | 2013    | 2014    | 2015    |
| →14 401 | ↘14 273 | ↗14 278 | ↘14 179 | ↘14 165 | ↘14 104 | ↘14 048 |
| 2016    | 2017    | 2018    | 2019    | 2021    |         |         |
| ↘14 018 | ↘13 949 | ↘13 902 | ↘13 841 | ↘13 736 |         |         |

## Муниципально-территориальное устройство
В Тюлячинском районе 53 населённых пункта в составе 13 сельских поселений:
| №  | Сельские поселения                     | Административный центр | Количество населённых пунктов | Население | Площадь, км² |
| -- | -------------------------------------- | ---------------------- | ----------------------------- | --------- | ------------ |
| 1  | Абдинское сельское поселение           | село Абди              | 3                             | ↘327      |              |
| 2  | Айдаровское сельское поселение         | деревня Айдарово       | 3                             | ↘515      |              |
| 3  | Аланское сельское поселение            | село Алан              | 4                             | ↘937      |              |
| 4  | Баландышское сельское поселение        | село Баландыш          | 2                             | ↗627      |              |
| 5  | Большеметескинское сельское поселение  | село Большие Метески   | 5                             | ↘1103     |              |
| 6  | Большемешское сельское поселение       | село Большая Мёша      | 4                             | →620      |              |
| 7  | Большенырсинское сельское поселение    | село Большие Нырси     | 6                             | ↘789      |              |
| 8  | Верхнекибякозинское сельское поселение | село Верхние Кибя-Кози | 3                             | ↘753      |              |
| 9  | Малокибякозинское сельское поселение   | село Малые Кибя-Кози   | 3                             | ↘522      |              |
| 10 | Старозюринское сельское поселение      | село Старые Зюри       | 6                             | ↘1045     |              |
| 11 | Тюлячинское сельское поселение         | село Тюлячи            | 4                             | ↗4421     |              |
| 12 | Узякское сельское поселение            | посёлок Узяк           | 6                             | ↘1660     |              |
| 13 | Шадкинское сельское поселение          | село Шадки             | 4                             | ↘759      |              |

| №  | Населённый пункт  | Тип     | Население | Муниципальное образование              |
| -- | ----------------- | ------- | --------- | -------------------------------------- |
| 1  | Абди              | село    |           | Абдинское сельское поселение           |
| 2  | Айдарово          | деревня | ↗369      | Айдаровское сельское поселение         |
| 3  | Алан              | село    |           | Аланское сельское поселение            |
| 4  | Алан-Зире         | деревня |           | Старозюринское сельское поселение      |
| 5  | Алга              | деревня |           | Узякское сельское поселение            |
| 6  | Ачи               | деревня |           | Тюлячинское сельское поселение         |
| 7  | Баландыш          | село    |           | Баландышское сельское поселение        |
| 8  | Балыклы           | село    | ↗307      | Аланское сельское поселение            |
| 9  | Большая Мёша      | село    |           | Большемешское сельское поселение       |
| 10 | Большие Кибя-Кози | село    |           | Малокибякозинское сельское поселение   |
| 11 | Большие Меретяки  | деревня |           | Шадкинское сельское поселение          |
| 12 | Большие Метески   | село    |           | Большеметескинское сельское поселение  |
| 13 | Большие Нырси     | село    |           | Большенырсинское сельское поселение    |
| 14 | Большие Савруши   | село    |           | Большемешское сельское поселение       |
| 15 | Большие Тюлязи    | деревня |           | Старозюринское сельское поселение      |
| 16 | Верхние Кибя-Кози | село    |           | Верхнекибякозинское сельское поселение |
| 17 | Верхние Меретяки  | деревня |           | Шадкинское сельское поселение          |
| 18 | Верхние Метески   | деревня |           | Большеметескинское сельское поселение  |
| 19 | Гороховое Поле    | деревня |           | Айдаровское сельское поселение         |
| 20 | Екатериновка      | деревня |           | Тюлячинское сельское поселение         |
| 21 | Казаклар          | село    |           | Малокибякозинское сельское поселение   |
| 22 | Карабаян          | село    |           | Большенырсинское сельское поселение    |
| 23 | Кара-Ширма        | деревня |           | Старозюринское сельское поселение      |
| 24 | Ключище           | деревня |           | Аланское сельское поселение            |
| 25 | Комаровка         | деревня |           | Тюлячинское сельское поселение         |
| 26 | Кукча             | село    |           | Аланское сельское поселение            |
| 27 | Лесной            | посёлок |           | Большеметескинское сельское поселение  |
| 28 | Максабаш          | село    |           | Верхнекибякозинское сельское поселение |
| 29 | Малые Кибя-Кози   | село    |           | Малокибякозинское сельское поселение   |
| 30 | Малые Меретяки    | деревня |           | Большенырсинское сельское поселение    |
| 31 | Малые Нырси       | деревня |           | Большенырсинское сельское поселение    |
| 32 | Нижние Савруши    | деревня |           | Большемешское сельское поселение       |
| 33 | Новые Зюри        | деревня |           | Старозюринское сельское поселение      |
| 34 | Пановая Гора      | деревня |           | Узякское сельское поселение            |
| 35 | Петровский        | посёлок |           | Узякское сельское поселение            |
| 36 | Сауш              | село    |           | Узякское сельское поселение            |
| 37 | Сосновый Мыс      | деревня |           | Большемешское сельское поселение       |
| 38 | Средняя Меша      | деревня |           | Баландышское сельское поселение        |
| 39 | Старые Зюри       | село    |           | Старозюринское сельское поселение      |
| 40 | Старый Карабаян   | деревня |           | Большенырсинское сельское поселение    |
| 41 | Субаш             | село    |           | Айдаровское сельское поселение         |
| 42 | Тактамыш          | деревня |           | Абдинское сельское поселение           |
| 43 | Ташлиярово        | деревня |           | Абдинское сельское поселение           |
| 44 | Трюк-Тямти        | село    |           | Верхнекибякозинское сельское поселение |
| 45 | Тюлячи            | село    | ↗3928     | Тюлячинское сельское поселение         |
| 46 | Тямти             | деревня |           | Большенырсинское сельское поселение    |
| 47 | Тямти Метески     | деревня |           | Большеметескинское сельское поселение  |
| 48 | Удельные Меретяки | деревня |           | Шадкинское сельское поселение          |
| 49 | Узяк              | посёлок |           | Узякское сельское поселение            |
| 50 | Урумширма         | деревня |           | Старозюринское сельское поселение      |
| 51 | Шадки             | село    |           | Шадкинское сельское поселение          |
| 52 | Шармаши           | село    |           | Узякское сельское поселение            |
| 53 | Ямбулат           | деревня |           | Большеметескинское сельское поселение  |

Упразднённые населённые пункты:
- 2001 год — село Сельцо-Завод и поселок Данауровка[39].

## Экономика

### Промышленность
До недавнего времени одним из крупнейших промышленных предприятий района был Тюлячинский маслодельно-молочный завод — филиал маслодельного завода «Вамин-Татарстан». После банкротства его площади выкупила и реконструировала за 150 млн компания «Навруз», на 2020 год суточный объём переработки молока порядка 20 тонн. К другим крупным коммерческим объектам относят Тюлячинскую мебельную фабрику, перевозчика «Тюлячиагрохимсервис», Арский филиал дорожного участка компании «Татавтодор», Тюлячинскую районную эксплуатационную-газовую службу «Сабы газ» и местный кирпичный завод.

### Сельское хозяйство
Район имеет сельскохозяйственную направленность, в нём действуют более 50 хозяйственных субъектов различных форм собственности, в том числе крестьянско-фермерские хозяйства и личные подсобные хозяйства. Основными направлениями производственной деятельности является полеводство и животноводство. К крупным аграрным предприятиям региона относят животноводческую компанию «Алан» и агрофирму «Игенче». Также здесь множество семейных ферм.
В 2020 году производитель химических средств защиты растений компания «Август» приобрел в районе семеноводческое хозяйство площадью 10 тысяч га, что позволило аграрному банку «Август» приблизился к площадям крупнейших агрокомпаний региона. Тогда же в селе Алан открыли кормовой центр производительностью 50 м³ монокорма в час и заложили фундамент будущего молочного комплекса на тысячу голов крупного рогатого скота, который должны запустить в 2021 году.
|  |

### Инвестиционный потенциал
В 2020 году в Тюлячинском районе был зарегистрирован один из самых высоких уровней безработицы — 0,82 %, при среднем показателе по республике в 0,56 %. При этом в 2017-м район был одним из лидеров рейтинга делового климата Татарстана, оценивающего настроения предпринимателей и их отношения с властью. В 2019-м прямые иностранные инвестиции в Тюлячинский район составили $32,1 тысячи.
В 2012-м в районе открыли промышленную площадку «Тюлячи», через два года на ней было четыре резидента, среди которых «Тюлячинский трубный завод Policom», специализирующийся на выпуске полимерных труб, его привлечённые инвестиции были порядка 100 млн рублей, и завод по выпуску пластиковых изделий бытового и промышленного назначения «Фимако» (300 млн инвестиций). В 2020-м на основе площадки открыли индустриально-промышленный парк. На его переоборудование было выделено 53,1 млн из федерального и республиканского бюджетов и привлечено более 10 мл частных инвестиций. В настоящий момент в парке работают 9 резидентов, создано более 300 рабочих мест. Ожидается, что к 2024 году число резидентов увеличится до 16, а количество созданных ими рабочих мест вырастет вдвое.
С 2014 года в Тюлячах планирую построить масштабный завод по сжижению природного газа, заказчиком и инвестором проекта стала агропромышленная астраханская фирма «Семирамида». Предполагаемая стоимость проекта на тот момент оценивалась в 2,1 млрд рублей (по курсу на июнь 2014-го). Однако работы так и не стартовали, в начале 2018 года проект завода был передан компании «ТопГаз». В настоящий момент объём инвестиций в проект порядка 2,9 млрд рублей, завод должны завершить в 2021 году, его проектная мощность — 6 тонн в час.

### Транспорт
Через Тюлячинский район проходит автомобильные дороги М7 (Волга) «Москва — Казань — Уфа», «Казань — Тюлячи — Богатые Сабы», «Тюлячи — Арск», «Тюлячи — Абди». Ближайшая железнодорожная станция расположена в 39 км, в городе Арск.

## Экология

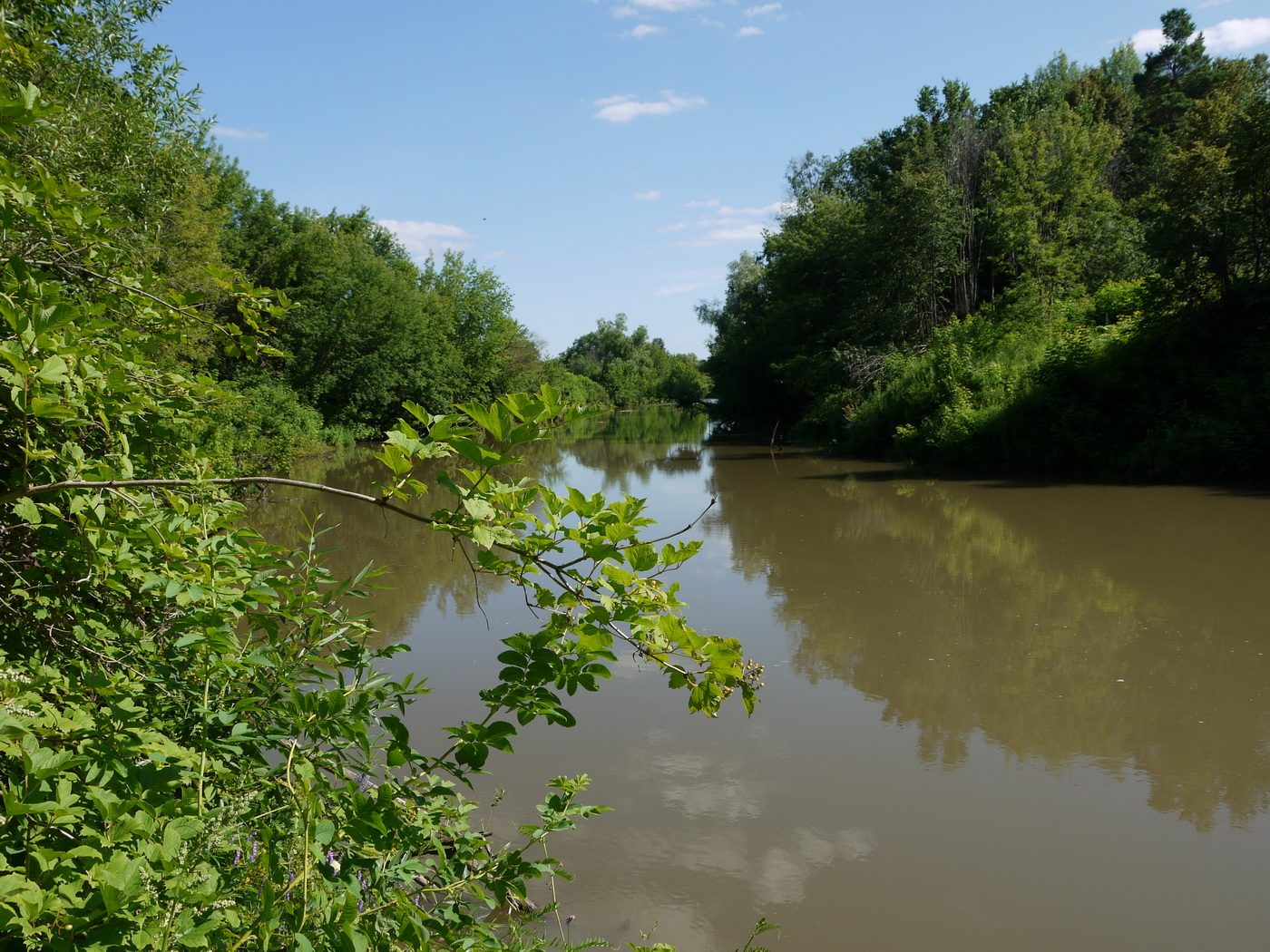
Река Мёша

По территории Тюлячинского района протекает река Мёша. Рельеф района является волнисто-равнинным, имеются месторождения строительных камней, извести, торфа. В районе зарегистрировано 1182 сосудистых растений, из которых некоторые занесены в Красную книгу Татарстана, в том числе осока волосовидная, пушица узколистная, пушица широколистная, пальчатокоренник мясо-красный, дремлик болотный, кокушник длиннорогий, тайник яйцевидный, ветреница алтайская, волчеягодник обыкновенный. Также зарегистрировано 284 вида животных, включая зайца-беляка, зайца-русака, куницу, барсука, американскую норку и других животных.
В Тюлячинском районе действует охотничий заказник «Мешинский», общая площадь которого достигает 131,7 тыс. га. Он включает в себя лесные и полевые угодья, водно-болотные комплексы. Заказник имеет природоохранное значение в части восстановления и сохранения популяций объектов животного мира, отнесённых к объектам охоты в Республике Татарстан.

## Социальная сфера
В сеть учреждений дошкольного и среднего образования района входят 37 школ, 18 дошкольных учреждений, 3 учреждения дополнительного образования. В 2017 году в Тюлячинском районе был открыт новый ледовый дворец.
В селе Тюлячи находится памятник культуры — церковь Покрова Пресвятой Богородицы, построенная на средства помещицы Н. Г. Аристовой в 1771 году. На территории района действует краеведческий музей, в фондах которого более 4,5 тысяч экспонатов, там хранится уникальный предмет — один из первых граммофонов. При музее действует клуб народных умельцев «Тюлячинские мастера».
Известные уроженцы: певцы Венера Ганеева, Сулейман Юсупов, Тахир Якупов, Расим Низамов, писатели Фатих Хусни, Махмуд Максуд, Рашат Низамиев, олимпийские чемпионы Ольга Князева и Шамиль Сабиров, академики Талгат Сиразетдинов и Яхъя Абдуллин, доктор филологических наук, профессор Васил Гарифуллин и другие.